# Samantha Richards
Samantha Jane Richards (Melbourne, 24 febbraio 1983) è un'ex cestista australiana.

## Carriera
Con l'Australia ha disputato i Giochi olimpici di Londra 2012, i Campionati mondiali del 2010 e due edizioni dei Campionati oceaniani (2007, 2009).